# Miquel Alexandrí
Miquel Alexandrí o Miquel I d'Alexandria (grec antic: Μιχαήλ) va ser patriarca Ortodox d'Alexandria al segle ix (entre els anys 860 a 870, aproximadament).
Durant el seu mandat com a patriarca els venecians van robar les relíquies de l'evangelista Marc. També hi va haver una gran persecució contra els monjos durant el regnat del califa Al-Mustaín (862-866)
Va escriure l'obra De Unitate Ecclesiae, el 869 o el 870, i una carta dirigida a l'emperador romà d'Orient Basili el Macedoni. Fabricius l'inclou a la Bibliotheca Graeca.